# Romance de Eneias
O Romance de Eneias (Roman d'Énéas) é um romance anônimo ; estima-se que o primeiro manuscrito tenha sido redigido por volta do ano 1160. Esse texto é considerado um dos romances franceses mais antigos (ou o mais antigo segundo a definição que nos é dada no artigo roman

## Enredo
O Romance de Eneias é uma adaptação da Eneida de Virgílio que  o autor traduziu do latim, fielmente em alguns momentos, mas, em muitas passagens,se permitindo liberdades que fazem desse texto uma verdadeira criação literária.
Assim como no poema de Virgílio, o romance relata as viagens e os combates do troiano Eneias, ancestral mítico do povo romano. O redator do século XII  transforma porém a epopeia latina, narrativa de fundação centrada no tema guerreiro, numa obra romanesca que desenvolve largamente a temática do amor.